# Vincent Graczyk
Vincent Graczyk, né le 5 juillet 1984 à Saint-Doulchard (Cher), est un coureur cycliste français. Son grand-oncle était Jean Graczyk, un redoutable sprinteur des années 1950-60. Il a gagné plusieurs courses, en particulier en Afrique.

## Biographie
Vincent Graczyk devient, en 2013, champion du monde par équipe militaire. Il termine également deuxième du Tour du Cameroun.
En 2015, il gagne la sixième étape du Tour du Cameroun. Au deuxième semestre, il est une nouvelle fois sélectionné en équipe de France militaire pour disputer la Classic Jean-Patrick Dubuisson. Il côtoie à cette occasion les coureurs professionnels Étienne Tortelier, Julien Gonnet et Bruno Armirail. Quelques semaines plus tard, il fait partie de la délégation française qui participe aux Jeux militaires mondiaux à Séoul. Il joue à cette occasion un rôle d'équipier pour ses leaders et permet à la France de s'adjuger la médaille d'argent par équipes.
Au mois de novembre 2016, il se classe deuxième du Tour du Faso à une seconde du vainqueur, le Burkinabè Harouna Ilboudo. Le 18 décembre, il s'adjuge la 13e édition du Tour de Madagascar.
Au premier semestre 2017, Vincent Graczyk remporte la quatrième étape du Tour du Sénégal et engrange ainsi une nouvelle victoire sur une course de l'UCI Africa Tour.

## Palmarès et résultats

### Palmarès par année
- 2004
  - 2e de Paris-Chalette-Vierzon
- 2005
  - Souvenir Jean-Graczyk
  - 3e du Prix de la Saint-Laurent Espoirs
- 2006
  - Prix des Vins Nouveaux
- 2007
  - 2e étape du Grand Prix Chantal Biya
  - 5e étape du Tour du Faso
- 2008
  - 2e étape du Tour du Faso
- 2010
  - 2e du Tour du Cameroun
- 2012
  - 2e du Tour du Cameroun[6]
- 2013
  - Grand Prix du Mimosa
  - 2e du Tour de Madagascar
- 2014
  - 9e étape du Tour de Madagascar
- 2015
  - 6e étape du Tour du Cameroun
  - 1reb, 6e et 7e étapes du Tour de Madagascar
  - 2e du Tour de Madagascar
- 2016
  - Classement général du Tour de Madagascar
  - 2e du Tour du Faso
- 2017
  - 4e étape du Tour du Sénégal
- 2021
  - 2e étape du Tour Cycliste Antenne Réunion
- 2024
  - 5e étape du Tour du Togo
  - 3e du championnat de France du contre-la-montre masters 3 (40-44 ans)

### Classements mondiaux
| Année           | 2006   | 2007 | 2008 | 2009 | 2010 | 2011 | 2012 | 2013 | 2014 | 2015 | 2016 | 2017 |
| --------------- | ------ | ---- | ---- | ---- | ---- | ---- | ---- | ---- | ---- | ---- | ---- | ---- |
| UCI Africa Tour |        |      | 93e  | 106e | 44e  |      | 36e  |      | 151e |      |      | 53e  |
| UCI Europe Tour | 1 093e |      |      |      |      |      |      |      |      | 163e |      |      |